# Maya Nelson
Maya Gabriella Nelson (ur. 20 września 1997) – amerykańska zapaśniczka walcząca w stylu wolnym. Zajęła piąte miejsce na mistrzostwach świata w 2021. Złota medalistka mistrzostw panamerykańskich w 2021. Mistrzyni świata juniorów w 2017 i trzecia w 2016. Mistrzyni świata kadetów w 2014 roku. 
Zawodniczka East High School z Denver i University of the Cumberlands.